# Inter caetera (1456)
La bula Inter caetera fue otorgada por el papa Calixto III con fecha de 13 de marzo de 1456.

La Cruz de la Orden de Cristo.

Esta bula fue solicitada probablemente por el rey de Portugal Alfonso V y por el infante Enrique el Navegante, Gran Maestre de la Orden de Cristo portuguesa.
La bula en primer lugar confirmaba la validez de una bula del papa anterior, la Romanus pontifex de 1455, que otorgaba al rey de Portugal el control sobre todos los territorios "desde los cabos de Bojador y de Nam a través de toda Guinea y más allá hasta la orilla meridional". A continuación la bula otorgaba a la Orden de Cristo la autoridad eclesiástica en esos mismos territorios, lo que implicaba que no se constituirían diócesis en ellos sino que la autoridad normalmente ejercida por el obispo sería ejercida por la Orden. 
En esta bula, a la enumeración de los territorios otorgados a Portugal se le añade al final la frase "sin interrupción hasta los indios" (usque ad Indos). Esta frase es intrigante porque implica que ya en 1456 los portugueses preveían poder llegar a la India o a las Indias navegando por el Atlántico, treinta años antes del descubrimiento oficial del cabo de Buena Esperanza.
Esta bula fue reconfirmada por el papa Sixto IV en 1481 (bula Aeterni regis).